# Thunbergia macalensis
Thunbergia macalensis är en akantusväxtart som beskrevs av Cornelis Eliza Bertus Bremekamp. Thunbergia macalensis ingår i släktet thunbergior, och familjen akantusväxter. Inga underarter finns listade i Catalogue of Life.